# 悅品海景酒店

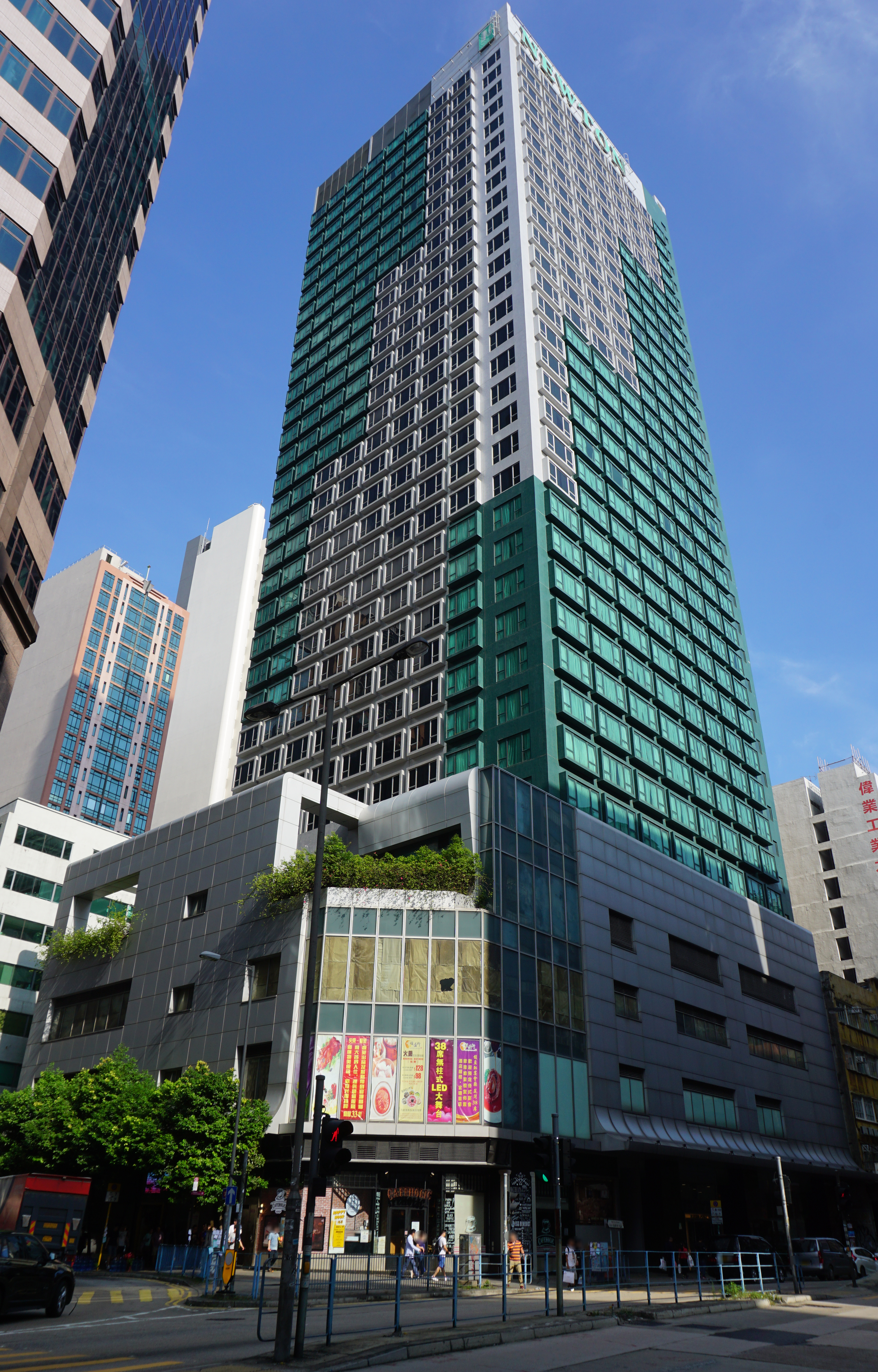
悅品海景酒店（前身觀塘麗東酒店）

悅品海景酒店（英語：HOTEL COZI ∙ HARBOUR VIEW），前身為「觀塘麗東酒店」，為香港一間酒店，位於香港觀塘偉業街163號，於2007年開業。酒店樓高36層，提供598個酒店房間。
觀塘麗東酒店是由工廈改建而成，每方呎補地價金額為約1257港元，同時亦是東九龍第一個活化工廈計劃改建成酒店的項目。2017年2月，鄧成波以23億港元向恒基地產收購觀塘麗東酒店。
2018年2月，悅品海景酒店開業。

## 外部連結
- 悅品海景酒店 （页面存档备份，存于）